# Neptunia lutea
Neptunia lutea là một loài thực vật có hoa trong họ Đậu. Loài này được (Leavenw.) Benth. miêu tả khoa học đầu tiên.